# Prospect (Connecticut)
Prospect és una població dels Estats Units a l'estat de Connecticut. Segons el cens del 2005 tenia 9.234 habitants.

## Demografia
Segons el cens del 2000, Prospect tenia 8.707 habitants, 3.020 habitatges, i 2.455 famílies. La densitat de població era de 234,8 habitants/km².
Dels 3.020 habitatges en un 36% hi vivien nens de menys de 18 anys, en un 70,9% hi vivien parelles casades, en un 7,1% dones solteres, i en un 18,7% no eren unitats familiars. En el 15,1% dels habitatges hi vivien persones soles el 6,7% de les quals corresponia a persones de 65 anys o més que vivien soles. El nombre mitjà de persones vivint en cada habitatge era de 2,83 i el nombre mitjà de persones que vivien en cada família era de 3,16.
Per edats la població es repartia de la següent manera: un 24,9% tenia menys de 18 anys, un 5,6% entre 18 i 24, un 30,2% entre 25 i 44, un 26,1% de 45 a 60 i un 13,2% 65 anys o més.
L'edat mediana era de 39 anys. Per cada 100 dones de 18 o més anys hi havia 92,9 homes.
La renda mediana per habitatge era de 67.560 $ i la renda mediana per família de 74.038 $. Els homes tenien una renda mediana de 50.796 $ mentre que les dones 35.806 $. La renda per capita de la població era de 26.827 $. Aproximadament el 0,9% de les famílies i l'1% de la població estaven per davall del llindar de pobresa.